# Polissoirs von Poussendre
Die Polissoirs von Poussendre sind zwei Steine mit Wetzrillen. Sie befinden sich in einem Ort namens Poussendre, südlich von Saint-Quentin  nordöstlich von Bons-Tassilly, bei Falaise im Département Calvados in der Normandie in Frankreich. Die beiden Polissoirs wurden 1912 am Ufer des Laizon entdeckt.
Die ältesten Spuren menschlicher Präsenz auf dieser Seite des Mont-Joly (mit der Brèche au Diable – deutsch „Teufelsbresche“) stammen aus der Altsteinzeit. Es sind Feuersteine, die um den Abri Sous Roche herum und auf dem Plateau gefunden wurden, wo sich auch die Menhire von Longrais befinden. In der Jungsteinzeit wurden die Wälder gerodet um Landwirtschaft zu betreiben. Dazu wurden Äxte benutzt, deren Schneiden auf den Sandsteinfelsen am Flussufer geschärft werden. Dies hinterließ charakteristische Merkmale im Stein in Form von tiefen Rillen.
Die Polissoirs am rechten und linken Ufer des Laizon wurden 1976 als Monument historique eingetragen.
Im selben Tal wurden mehrere Polissoirs entdeckt. 1983 wurde in der nördlichen Nachbarstadt Ouilly-le-Tesson ein Polissoir entdeckt.